# Kees Huigen
Cornelis (Kees) Martinus Johannes Huigen, (Lichtenvoorde, 1 mei 1952), is een Nederlands beeldhouwer en singer-songwriter uit Den Ham.
Kees Huigen kreeg zijn opleiding tussen 1971 en 1978 in Enschede aan de Academie voor Kunst en Industrie (AKI) in de richting ruimtelijke vorming. Naast zijn werk als kunstenaar werkt hij als docent beeldende vorming.

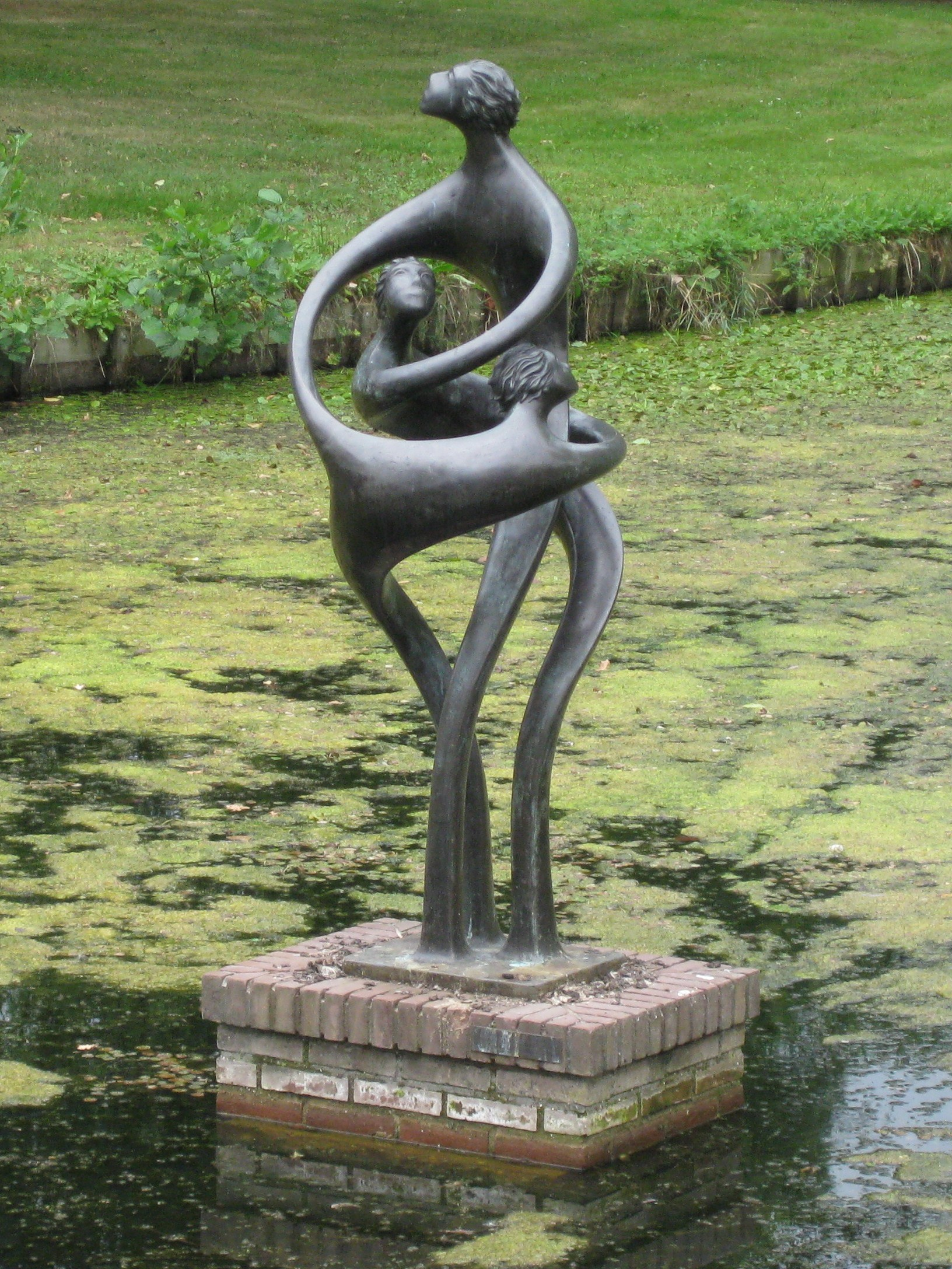
Duurzame Samenwerking in Eemnes

Huigen werkt met materialen als hout, natuursteen en brons. Naast abstract werk in de vorm van geometrische vormen zoals spiralen en waaiers verbeeldt hij sociale betrokkenheid zoals Gemeenschap in het gemeentehuis. In Den Ham werd in 1993 bij de herinrichting van de Brink zijn bronzen beeld Hej't al eheurd? geplaatst. Ook in Vroomshoop, Hardenberg en Eemnes staan beelden van zijn hand.
Voor de gemeentelijke Stichting Ons Erfgoed ontwierp hij de Ons Erfgoedprijs.
In 2012 werd zijn verrijdbare en demontabele, vijf meter hoge beeld onthuld van Joncker Arent, alias de Groene Jager. Deze reus is de hoofdpersoon in een volksverhaal dat zich in de omgeving van Den Ham afspeelt.
In 2010 bracht hij de cd de Waarheid Roept uit, met daarop voornamelijk Nederlandstalige liederen.
- RKD-Nederlands Instituut voor Kunstgeschiedenis: 243554